# 프라하 체코 공과대학교

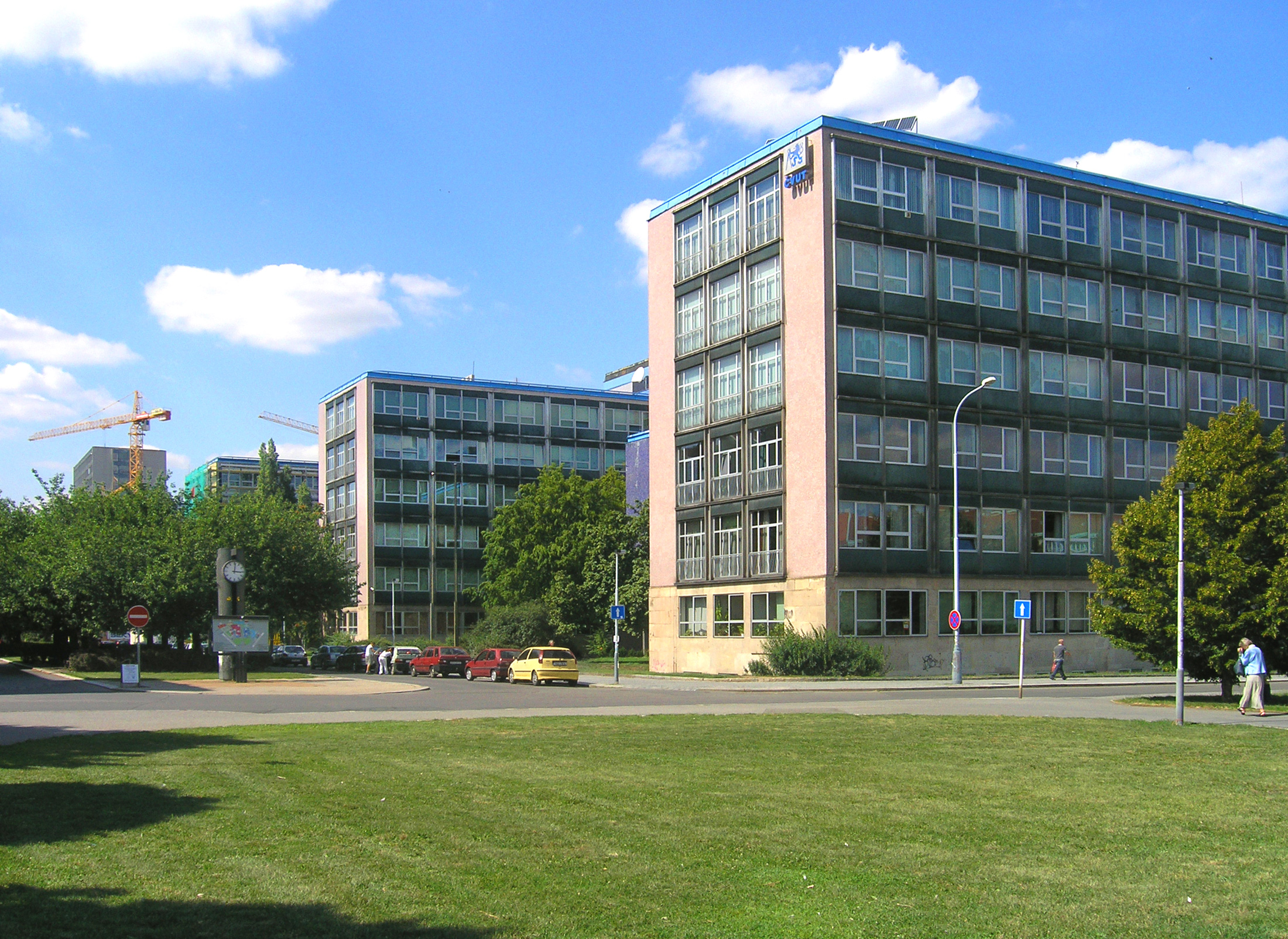
프라하 체코 공과대학교

프라하 체코 공과대학교(체코어: České vysoké učení technické v Praze)는 체코 프라하에 위치한 공립 대학이자 공과대학교이다. 2011년 기준으로 1,777명에 달하는 교직원들이 근무하고 있으며 23,185명에 달하는 학생들이 재학 중이다.
1707년에 설립되었으며 중앙유럽에서 오랜 역사를 가진 공과대학교로 여겨진다. 토목공학, 기계공학, 전기공학, 원자물리학, 건축학, 교통과학, 생리학·의학, 정보공학 등의 학과가 설치되어 있다.